# Jakob Haartman
Jakob Haartman, född 8 mars 1717 i Stockholm, dit hans föräldrar flytt från det då av ryssarna ockuperade Finland, död 6 mars 1788, var en finländsk biskop, sonson av Jakob Bengtsson Haartman, son till Johan Haartman d.ä., bror till Johan Haartman d.y..

## Biografi
Efter såväl vid Åbo som Uppsala universitet bedrivna studier blev han magister vid Åbo akademi 1741 och förordnades 1742 till docent i filosofi där. Haartman blev 1750 vicebibliotekarie, extraordinarie professor i filosofi och lärdomshistoria 1756, professor i logik och metafysik 1767, 1770 adjunkt i teologi, extraordinarie i teologi 1772 samt fjärde teologie professor. Han blev 1776 biskop och prokansler i Åbo.
Han utnämndes av Gustav III till en av kronprins Gustav Adolfs faddrar vid dennes dop den 10 november 1778 och fick vid drottningens kyrktagning den 27 december 1778 mottaga Gustav III:s faddertecken.

### Familj
Han var sedan 1754 gift med Eleonora Elisabet De la Myle (1726–1810), som gjort sig känd genom flera testamentariska anordningar, dels till förmån för skolväsendet, dels till understöd åt fattiga präst- och skolläraränkor.